# Нитрат бария
Нитра́т ба́рия (в просторечии — азотнокислый ба́рий, ба́риевая селитра, динитра́т ба́рия) — неорганическое соединение, бариевая соль азотной кислоты. Химическая формула — Ba(NO3)2.

## Распространение в природе
Нитрат бария встречается в природе в виде редкого минерала нитробаритa.

## Физико-химические свойства
Нитрат бария представляет собой бесцветные кристаллы с кубической решеткой.

### Термодинамические параметры
- Энтропия образования (298К): 96,4 Дж/(моль·К)
- Энтальпия плавления: 53,1 кДж/моль

### Растворимость
- В воде
  - растворим (9,2 г/100мл при +20 °C; 34,2 г/100мл при +100 °C);
  - не растворим в спирте и концентрированной азотной кислоте.

С нитратом калия образует Ba(NO3)2•2KNO3.

## Методы получения
- В лаборатории методом получения нитрата бария является взаимодействие гидроксида бария с азотной кислотой:

{\displaystyle {\mathsf {Ba(OH)_{2}+2HNO_{3}\longrightarrow \ Ba(NO_{3})_{2}+2H_{2}O}}}
- В промышленности обычно используют для этих целей BaCO3:

{\displaystyle {\mathsf {BaCO_{3}+2HNO_{3}\longrightarrow \ Ba(NO_{3})_{2}+H_{2}O+CO_{2}\uparrow }}}

## Химические свойства
- В водном растворе подвергается диссоциации:

{\displaystyle {\mathsf {Ba(NO_{3})_{2}\rightarrow \ Ba^{2+}+2NO_{3}^{-}}}}
- При температуре выше 595 °C разлагается до нитрита:

{\displaystyle {\mathsf {Ba(NO_{3})_{2}\longrightarrow \ Ba(NO_{2})_{2}+O_{2}\uparrow }}}
- При температуре свыше 670 °C разлагается до оксида бария:
{\displaystyle {\mathsf {2Ba(NO_{3})_{2}\longrightarrow \ 2BaO+4NO_{2}\uparrow +O_{2}\uparrow }}}

- В водном растворе реагирует с серной кислотой и сульфатами с выпадением белого осадка сульфата бария:

{\displaystyle {\mathsf {Ba(NO_{3})_{2}+Na_{2}SO_{4}\rightarrow BaSO_{4}\downarrow +2NaNO_{3}}}}
{\displaystyle {\mathsf {Ba(NO_{3})_{2}+H_{2}SO_{4}\rightarrow BaSO_{4}\downarrow +2HNO_{3}}}}
- Является сильным окислителем, реагирует с горючими материалами и восстановителями, при измельчении активно и нередко со взрывом. Смеси нитрата бария с некоторыми органическими материалами склонны к самовоспламенению.
- Ионы бария образуют устойчивые соединения с краун-эфирами.

## Применение
- Для получения оксида и пероксида бария.
- Компонент эмалей и глазурей.
- В пиротехнике негигроскопичный нитрат бария широко используется для окрашивания пламени в зелёный цвет (большинство соединений других металлов, способных на это, мало пригодны из-за гигроскопичности).
- В специальных пулях к стрелковому оружию как окислитель в зажигательных и трассирующих составах.

## Физиологическоезначение
- Нитрат бария обладает умеренно-токсическим действием. ЛД50 для крыс при пероральном введении составляет 355 мг на 1 кг живого веса.

- Предельно допустимая концентрация азотнокислого бария в воздухе рабочих помещений составляет 0,5 г/см3[2] с обязательным контролем по ионам бария[3][4].

- Передозировка нитрата бария и других соединений этого металла в живых организмах - небезопасна.